# 完顏麻頗
完顏麻頗，金景祖完顏烏骨迺之子，母溫迪痕氏。天會十五年封王，正隆時例封虞國公。

## 家庭
- 金紫光祿大夫完顏謾都本，長子
- 猛安完顏蠻睹

## 延伸阅读
[在维基数据编辑]
 《金史·卷65》，出自脱脱《遼史》